# Corinne Lebailly
Pour les articles homonymes, voir Lebailly.
 (janvier 2014).
Corinne Lebailly est une footballeuse française, née le 4 août 1984 à Verneuil-sur-Avre. Elle évolue principalement au poste de numéro 9 (attaquante).

## Biographie
Elle termine cinquième meilleure buteuse de Division 1 lors de la saison 2007-2008 en inscrivant 15 buts (ex-aequo avec Hoda Lattaf).
Elle participe à la Ligue des champions féminine en 2010-2011  avec le club du FCF Juvisy, qui termine quart de finaliste.

## Carrière
- 1994-2001 : Cormelles-le-Royal (1 saison en D1 et 1 saison en D2)
- 2001-2003 : Évreux AC (D2)
- 2003-2007 : FC Vendenheim (3 saisons en D1 et 2 saisons en D2)
- 2008-2012 : FCF Juvisy (D1)
- 2013-2014 : Evry (DH)
- 2014-2017 : FCF Val d'Orge (D2)
- 2017-2018 : FC Fleury 91 (D1)
- 2021-2024 :ES La Ciotat (D1)

## Palmarès
- Vice-Championne de France : 2010 avec Juvisy
- Championne de France de D2 : 2004 et 2007 avec Vendenheim
- Vice-Championne de France de D2 : 2000 avec Cormelles-le-Royal

## Sélections
- 10 sélections en équipe de France des moins de 21 ans